# Olav Harald Ulstein
Olav Harald Ulstein (född 1963 i Hareid, Møre og Romsdal fylke) i Norge är en norsk konstnär. Han är bosatt och har ateljé och galleri i Sykkylven i Møre og Romsdal. Olav Harald Ulstein målar naturalistiska landskapsmålerier.